# St. Johannes Enthauptung (Asseln)

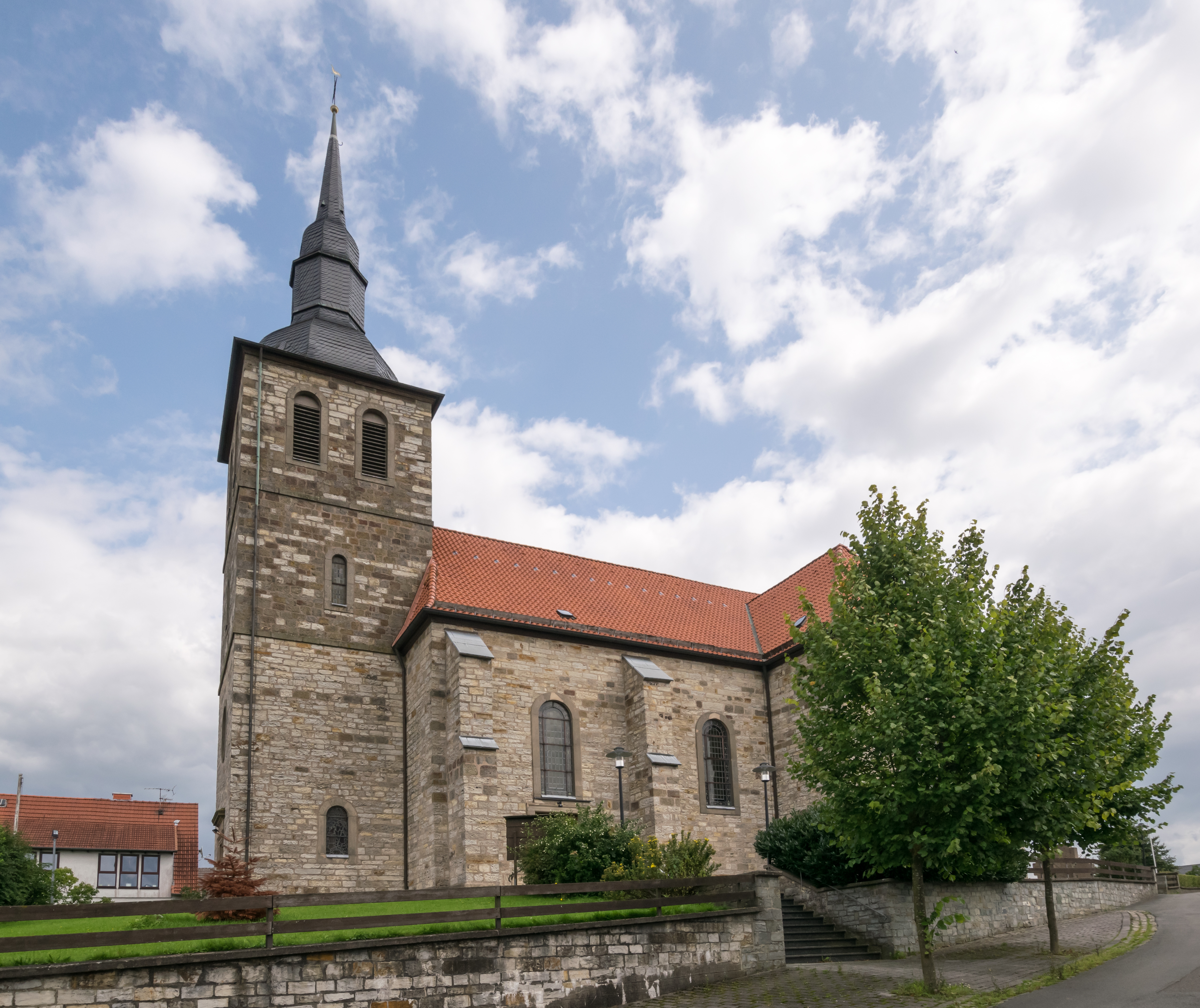
St. Johannes Enthauptung

Die katholische Pfarrkirche St. Johannes Enthauptung ist ein denkmalgeschütztes Kirchengebäude am Kirchknapp 5 in Asseln, einem Stadtteil von Lichtenau im Kreis Paderborn (Nordrhein-Westfalen).

## Geschichte und Architektur
Die Saalkirche mit einem Querschiff und polygonal geschlossenem Chor wurde von 1906/07 anstelle eines abgerissenen Vorgängerbaus von 1615 errichtet. Die Wände wurden aus Sandsteinquadern gemauert, der Turm steht an der Westseite. Im Langhaus ruhen Kreuzgratgewölbe auf Konsolen, in die Querschiffarme sind Tonnengewölbe eingezogen.

## Ausstattung
- Der achteckige Taufstein in Becherform ist umlaufend mit Rosetten und Zahnschnittfries verziert. Er wurde in der ersten Hälfte des 17. Jahrhunderts geschaffen.
- Die Kanzel aus Eichenholz mit geschnitzten Hermen und einem vergoldeten Stifterwappen ist mit 1616 bezeichnet.
- Die stehende Muttergottes aus Holz ist eine westfälische Arbeit aus der ersten Hälfte des 15. Jahrhunderts. Die Fassung wurde später erneuert.